# Sven Hörnell
Sven Hörnell (1919, Järved poblíž Örnsköldsvik, provincie Ångermanland – 4. října 1992 v Riksgränsenu) byl švédský fotograf. Hörnell fotografoval švédské horské oblasti více než 50 let.

## Životopis
Když v roce 1939 vypukla druhá světová válka, byl odveden do armády a připojil se k lyžařskému praporu (schwedisch skidlöparbataljonen) přidělenému do města Boden. Navzdory okolnostem ho fascinovala krajina, lidé a světlo na severu. Proto se počátkem roku 1940 usadil v Riksgränsenu.
Mnoho z jeho obrázků a pozdějších filmů z hor pořídil ze svého letadla Piper PA-18 Super Cub pořízeného v roce 1965. V roce 1967 provedl první přistání na zasněžené hoře Kebnekaise.
Jeho archiv obsahuje historické obrázky ze Sápmi ze čtyřicátých let minulého století a také panoramatické fotografie o velikosti 6"×17".
Vyráběl pohlednice, obrazy a knihy. Hörnell byl posedlý technologií a pomocí 21 projektorů ukázal návštěvníkům nádheru hor ve svém ateliéru v Riksgränsenu. Sven Hörnell také ukázoval tyto fotografie na mnoha prezentacích v regionu, a to i pro rekreanty v Björklidenu.
Tyto fotografie publikoval v několika ilustrovaných knihách.
V říjnu 1992 zemřel Sven Hörnell na své obvyklé ranní procházce mezi Katterjåkkem a Riksgränsenem.
Jeho dcera Gudrun Hörnell vlastní od roku 2005 obchod v Kiruna Folkets Hus, kde je možné zakoupit knihy Svena Hörnella.

## Dílo (výběr)
- Společně s: Jan Olof Olsson, Kurt Blomberg. Sverige sett från luften [online]. 1972. ISBN 91-0-037656-6.
- Sven Hörnell. Mit Lappland. Sarek, Kebnekaise, Torne Träsk [online]. 1981.
- Sven Hörnell. Subarktiskt land – Luleå Kiruna Narvik Lofoten [online]. 1991. ISBN 91-630-0533-6.